# 椎宮八幡神社

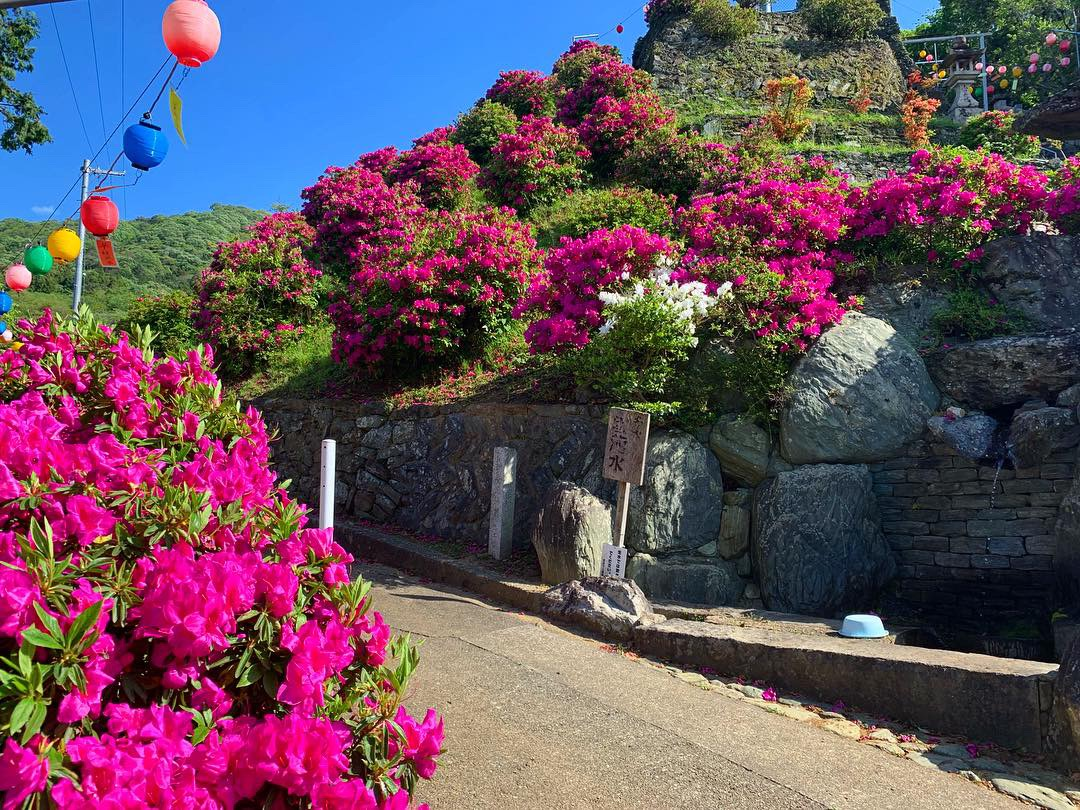
つつじ祭りの風景。右は雲龍水。

椎宮八幡神社（しいのみやはちまんじんじゃ）は、徳島県徳島市にある神社である。眉山麓に鎮座する。通称「しいのみやさん」と呼ばれている。別名「椎宮神社」。椎宮八幡神社一帯は「椎宮公園」となっている。とくしま市民遺産選定。

## 祭神
- 品陀別命、木花咲耶姫命
- 合祀 - 猿田彦神、大市姫命、榮大神

## 境内社
- 中嶋神社、稲荷神社、神明社、鎮守社、天神社、疱瘡神社

## 歴史
名東郡矢三村の古八幡宮（現・徳島市南矢三町１丁目10-26、北緯34度04分53.4秒 東経134度31分43.1秒）より寛文年間（1661年-1673年）に当地へ遷座したと伝わる。古八幡宮には樹齢千年の楠木がある。当神社はツツジの名所として知られ、約3,000本のツツジが植えられている。神社の東側斜面は全面をツツジで覆われており、毎年5月に満開を迎える。
境内には阿波の民話「阿波狸合戦」に登場する狸を祀った祠がある他、正面石段の向かって左脇に眉山湧水群のひとつ雲龍水が湧き出し、神社裏には青龍水も湧き出している。これら湧水群はとくしま水紀行50選に選定されている。神社周辺には諏訪神社や清水寺がある。

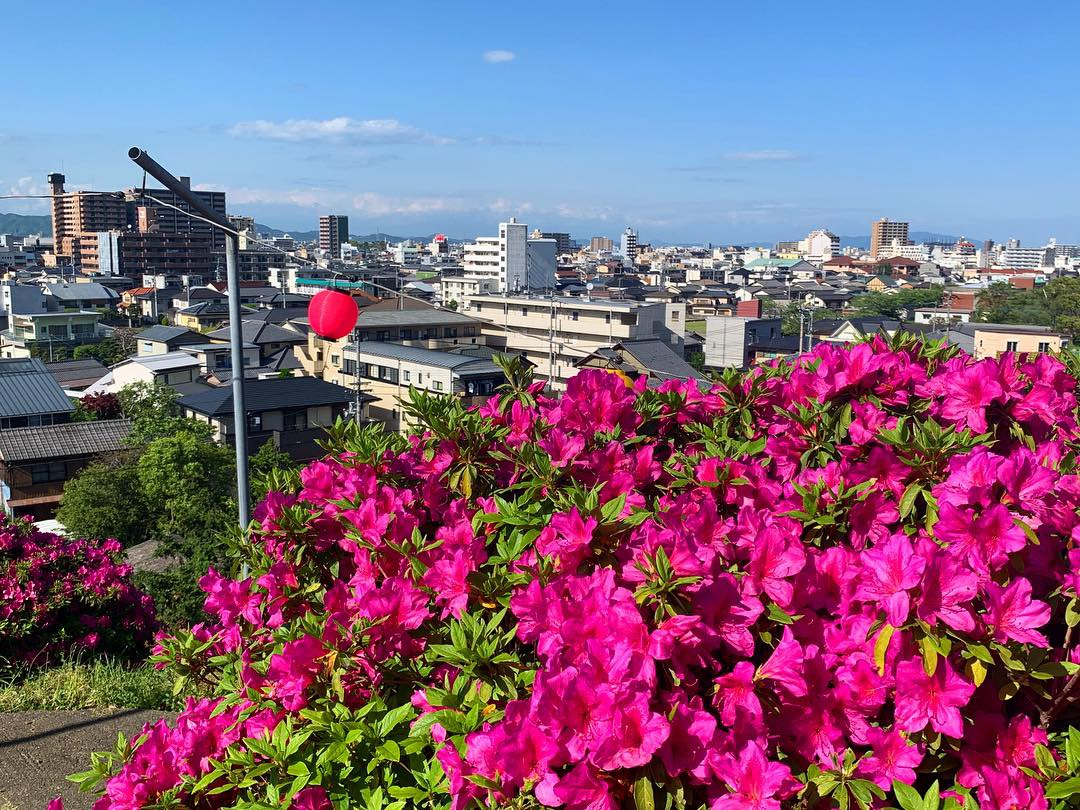
椎宮公園から見た徳島市の景色。

## 祭事
- 10月16日 - 例大祭

## 交通
- JR徳島駅より徳島市営バス上鮎喰線「佐古七番町」下車、徒歩約7分。